# Key Biscayne
Key Biscayne é uma aldeia localizada no estado americano da Flórida, no condado de Miami-Dade. Foi incorporada em 1991.

## Geografia
De acordo com o United States Census Bureau, a cidade tem uma área de 3,5 km², onde 3,2 km² estão cobertos por terra e 0,3 km² por água.

### Localidades na vizinhança
O diagrama seguinte representa as localidades num raio de 16 km ao redor de Key Biscayne.

## Demografia
Segundo o censo nacional de 2010, a sua população é de 12 344 habitantes e sua densidade populacional é de 3 874,83 hab/km². Possui 7 072 residências, que resulta em uma densidade de 2 219,93 residências/km².